# Łężny Wierch
Łężny Wierch – szczyt w masywie Kop Sołtysich na północnych krańcach Tatr Wysokich. Znajduje się w północno-wschodnim grzbiecie Zadniej Kopy Sołtysiej opadającym do doliny Filipczańskiego Potoku. Grzbiet Łężnego Wierchu oddziela Żleb za Skałką od Doliny Łężnej i jej górnego przedłużenia – Jaworzyńskiego Żlebu. W północne stoki Łężnego Wierchu wcina się krótki Suchy Żleb.
Łężny Wierch jest porośnięty lasem, ale na lotniczych zdjęciach mapy Geoportalu widoczne są duże trawiaste obszary w jego grzbietowych partiach. Dawniej były to pasterskie tereny Hali Filipka. Po zaprzestaniu wypasu stopniowo zarastają lasem.